# アラン・アラアラトア
アラン・アラアラトア（Allan Alaalatoa、1994年1月28日 - ）は、スーパーラグビー・パシフィック、ブランビーズに所属するラグビーユニオン選手でチームの主将。

## プロフィール
- オーストラリア・シドニー出身。
- ポジションはプロップ(PR)。
- 身長 183cm、体重 120kg[1]
- U20オーストラリア代表に選ばれたことがある[2]。
- オーストラリア代表キャップは79（2025年6月現在）でラグビーワールドカップ2019のオーストラリア代表に選ばれた[3]。
- 父のヴィリは元ラグビー選手(元サモア代表)で兄のマイケルもラグビー選手(現・クルセイダーズ)[4]。

## 略歴
サザンディストリクツRC、キャンベラ・ヴァイキングスを経て、2014年、ブランビーズに加入。
2020年、ブランビーズの主将に就任。
ワールドカップ2023開催前の2023年7月29日、ニュージーランド代表戦で左足アキレス腱断裂の負傷。

## 受賞歴
- 2025年スーパーラグビー・パシフィック チーム・オブ・ザ・イヤー:20回(プロップ) [7]。